# ایمیکو کوبو
ایمیکو کوبو (ژاپنی: 久保 恵美子) بازیکن فوتبال اهل ژاپن و عضو تیم ملی فوتبال ژاپن است که در تاریخ ۶ سپتامبر ۱۹۸۱ میلادی اولین بازی ملی‌اش را انجام داد. او در ۴ بازی ملی حضور داشت و آخرین بازی ملی خود را در تاریخ ۲۴ اکتبر ۱۹۸۴ میلادی انجام داد. ایمیکو کوبو در بازی‌های ملی‌اش
گلی به ثمر نرساند.